# Anguanax
Anguanax es un género extinto de pliosáurido basal cuyos restos proceden de rocas del Jurásico Superior (época del Oxfordiense) de la Formación Rosso Ammonitico Veronese en el norte de Italia. Solo se ha descrito una especie, Anguanax zignoi, conocido a partir de un individuo parcialmente completo, que representa el primer esqueleto articulado de un plesiosaurio italiano.

## Descubrimiento y denominación
Anguanax es conocido exclusivamente a partir del espécimen holotipo MPPL 18797, el cual se encuentra alojado en el Museo Paleontologico e della Preistoria ‘P. Leonardi’ en Ferrara, Italia. El esqueleto aún articulado en varios bloques de caliza, consiste de un cráneo parcial y la mandíbula, 32 dientes aislados, vértebras del cuello, espalda y cola, un cintura escapular derecha, un húmero parcial izquierdo, un radio derecho, un cúbito izquierdo, tres carpos izquierdos, un pelvis parcial, un fémur, dos epipodiales, metapodiales aislados y falanges. Fue recolectado durante la década de 1980 de una caliza nodular y  cherty limestone interval en la cantera Kaberlaba en la municipalidad de Asiago de la provincia Vicenza en el norte de Italia. Este intervalo pertenece a la litozona 5 de la unidad media de la Formación Rosso Ammonitico Veronese la cual data de mediados de la época del Oxfordiense a inicios del Jurásico Superior, hace unos 160 millones de años. Esta cantera fue brevemente mencionada por Achille de Zigno en 1883, quien recolectó una serie de vértebras y otros elementos de la vecina cantera Cesuna. Los restos fueron descritos originalmente como pertenecientes exclusivamente a 
plesiosaurios por Zigno, si bien posteriormente se determinó que incluían elementos de crocodilomorfos también, aunque ninguno de estos pudo ser identificado hasta el nivel de familia taxonómica. Desde entonces, los primeros reptiles marinos identificables fueron recolectados y nombrados de las unidades superiores de la formación - como el crocodilomorfo metriorrínquido Neptunidraco ammoniticus el cual es conocido a partir de varios especímenes.
A pesar de su hallazgo durante la década de 1980, MPPL 18797 no fue descrito exhaustivamente hasta la publicación del trabajo realizado por Andrea Cau y Federico Fanti en 2014, y se encontró que representaba el primer esqueleto articulado de un plesiosaurio italiano. El gran tamaño del cráneo comparado con el resto del esqueleto, así como la presencia de un hueso lacrimal, y una distintiva proyección orientada hacia el frente y 
al lado del hueso prefrontal dentro del borde la órbita ocular, permitieron que el espécimen fuera fácilmente identificado como perteneciente a la familia Pliosauridae. El espécimen fue nombrado en 2015 por Cau y Fanti tras la preparación de huesos adicionales, siendo la especie tipo Anguanax zignoi. El nombre del género se deriva de Anguana, una criatura acuática con rasgos tanto de reptil como de pez presente en las mitologías del noreste italiano, y de anax, término griego para un señor, un "líder militar y tribal". El nombre de la especie es en homenaje de Zigno por haber descubierto los primeros restos de plesiosaurios de la Formación Rosso Ammonitico Veronese.

## Descripción
Anguanax era un pliosáurido basal depredador de tamaño mediano, con una longitud corporal estimada en unos 3–4 metros basándose en el holotipo. Sus proporciones corporales se parecen en general a las de otros pliosáuridos primitivos, por ejemplo el bien preservado Peloneustes. Anguanax se alimentaba de presas pequeñas o de cuerpo blando en la zona pelágica superior de su ambiente, como lo sugieren las órbitas oculares moderadamente expandidas y orientadas hacia los lados, la mandíbula grácil y relativamente alargada, y los pequeños y delgados dientes curvos dotados con un borde finamente aserrado.
Anguanax posee dos rasgos únicos con respecto a los demás plesiosaurios incluyendo una proyección del hueso palpebral situada a mitad de la zona media del margen frontal de la órbita ocular; y un proceso posterior-ventral del coracoides en forma de trapezoide que no alcanza al nivel de la cavidad glenoidea desde su costado, y con un margen recto dirigido hacia atrás y hacia un lado desde su posición vuelta hacia atrás. Adicionalmente, posee otros rasgos que son relativamente raros en los pliosáuridos y cuya combinación permite distinguir a Anguanax de los demás pliosáuridos. Estos incluyen las estrechas espinas neurales en el axis, una proyección retroarticular dirigida hacia atrás en las vértebras, una cima en la depresión del coronoides, una esquina descendente posteroventral en el margen posterior de la órbita ocular, superficies articulares de las costillas que se sitúan dorsalmente en las vértebras caudales pero no se extienden hasta los arcos neurales, y los centros frontales de las vértebras cervicales poseen una cresta baja y ancha en el medio de su superficie inferior.

## Filogenia
Un análisis filogenético fue realizado por Cau y Fanti en 2015 a fin de resolver la posición de Anguanax entre los demás pliosáuridos. Ellos usaron el conjunto de datos a nivel de especie de Benson y Druckenmiller (2014), el cual incluye a la mayoría de los plesiosaurios conocidos, encontrando que Anguanax era un pliosáurido que no era miembro del clado Thalassophonea. Al igual que en el análisis original de Benson y Druckenmiller (2014), los pliosáuridos avanzados forman una gran politomía a menos que las especies fragmentarias sean removidas o se hagan suposiciones estratigráficas. El cladograma presentado a continuación es una versión simplificada de su análisis, mostrando solo las relaciones internas dentro de la familia.
|  | Hauffiosaurus longirostris |
|  |                            |
|  | Hauffiosaurus tomistomimus |
|  |                            |
|  | Hauffiosaurus zanoni       |
|  |                            |

|  | Simolestes vorax |
|  | |
|  | \| \| Liopleurodon ferox \| \| \| \| \| \| La politomía formada por 12 especies (incl. bracauqueninos, Pliosaurus y Gallardosaurus) \| \| \| \| |
|  | |
|  | Liopleurodon ferox |
|  | |
|  | La politomía formada por 12 especies (incl. bracauqueninos, Pliosaurus y Gallardosaurus)                                                        |
|  | |

|  | Liopleurodon ferox                                                                       |
|  |                                                                                          |
|  | La politomía formada por 12 especies (incl. bracauqueninos, Pliosaurus y Gallardosaurus) |
|  |                                                                                          |

|  | Simolestes vorax |
|  | |
|  | \| \| Liopleurodon ferox \| \| \| \| \| \| La politomía formada por 12 especies (incl. bracauqueninos, Pliosaurus y Gallardosaurus) \| \| \| \| |
|  | |
|  | Liopleurodon ferox |
|  | |
|  | La politomía formada por 12 especies (incl. bracauqueninos, Pliosaurus y Gallardosaurus)                                                        |
|  | |

|  | Liopleurodon ferox                                                                       |
|  |                                                                                          |
|  | La politomía formada por 12 especies (incl. bracauqueninos, Pliosaurus y Gallardosaurus) |
|  |                                                                                          |

|  | Simolestes vorax |
|  | |
|  | \| \| Liopleurodon ferox \| \| \| \| \| \| La politomía formada por 12 especies (incl. bracauqueninos, Pliosaurus y Gallardosaurus) \| \| \| \| |
|  | |
|  | Liopleurodon ferox |
|  | |
|  | La politomía formada por 12 especies (incl. bracauqueninos, Pliosaurus y Gallardosaurus)                                                        |
|  | |

|  | Liopleurodon ferox                                                                       |
|  |                                                                                          |
|  | La politomía formada por 12 especies (incl. bracauqueninos, Pliosaurus y Gallardosaurus) |
|  |                                                                                          |

|  | Simolestes vorax |
|  | |
|  | \| \| Liopleurodon ferox \| \| \| \| \| \| La politomía formada por 12 especies (incl. bracauqueninos, Pliosaurus y Gallardosaurus) \| \| \| \| |
|  | |
|  | Liopleurodon ferox |
|  | |
|  | La politomía formada por 12 especies (incl. bracauqueninos, Pliosaurus y Gallardosaurus)                                                        |
|  | |

|  | Liopleurodon ferox                                                                       |
|  |                                                                                          |
|  | La politomía formada por 12 especies (incl. bracauqueninos, Pliosaurus y Gallardosaurus) |
|  |                                                                                          |

|  | Simolestes vorax |
|  | |
|  | \| \| Liopleurodon ferox \| \| \| \| \| \| La politomía formada por 12 especies (incl. bracauqueninos, Pliosaurus y Gallardosaurus) \| \| \| \| |
|  | |
|  | Liopleurodon ferox |
|  | |
|  | La politomía formada por 12 especies (incl. bracauqueninos, Pliosaurus y Gallardosaurus)                                                        |
|  | |

|  | Liopleurodon ferox                                                                       |
|  |                                                                                          |
|  | La politomía formada por 12 especies (incl. bracauqueninos, Pliosaurus y Gallardosaurus) |
|  |                                                                                          |

|  | Simolestes vorax |
|  | |
|  | \| \| Liopleurodon ferox \| \| \| \| \| \| La politomía formada por 12 especies (incl. bracauqueninos, Pliosaurus y Gallardosaurus) \| \| \| \| |
|  | |
|  | Liopleurodon ferox |
|  | |
|  | La politomía formada por 12 especies (incl. bracauqueninos, Pliosaurus y Gallardosaurus)                                                        |
|  | |

|  | Liopleurodon ferox                                                                       |
|  |                                                                                          |
|  | La politomía formada por 12 especies (incl. bracauqueninos, Pliosaurus y Gallardosaurus) |
|  |                                                                                          |

|  | Simolestes vorax |
|  | |
|  | \| \| Liopleurodon ferox \| \| \| \| \| \| La politomía formada por 12 especies (incl. bracauqueninos, Pliosaurus y Gallardosaurus) \| \| \| \| |
|  | |
|  | Liopleurodon ferox |
|  | |
|  | La politomía formada por 12 especies (incl. bracauqueninos, Pliosaurus y Gallardosaurus)                                                        |
|  | |

|  | Liopleurodon ferox                                                                       |
|  |                                                                                          |
|  | La politomía formada por 12 especies (incl. bracauqueninos, Pliosaurus y Gallardosaurus) |
|  |                                                                                          |

|  | Simolestes vorax |
|  | |
|  | \| \| Liopleurodon ferox \| \| \| \| \| \| La politomía formada por 12 especies (incl. bracauqueninos, Pliosaurus y Gallardosaurus) \| \| \| \| |
|  | |
|  | Liopleurodon ferox |
|  | |
|  | La politomía formada por 12 especies (incl. bracauqueninos, Pliosaurus y Gallardosaurus)                                                        |
|  | |

|  | Liopleurodon ferox                                                                       |
|  |                                                                                          |
|  | La politomía formada por 12 especies (incl. bracauqueninos, Pliosaurus y Gallardosaurus) |
|  |                                                                                          |

|  | Simolestes vorax |
|  | |
|  | \| \| Liopleurodon ferox \| \| \| \| \| \| La politomía formada por 12 especies (incl. bracauqueninos, Pliosaurus y Gallardosaurus) \| \| \| \| |
|  | |
|  | Liopleurodon ferox |
|  | |
|  | La politomía formada por 12 especies (incl. bracauqueninos, Pliosaurus y Gallardosaurus)                                                        |
|  | |

|  | Liopleurodon ferox                                                                       |
|  |                                                                                          |
|  | La politomía formada por 12 especies (incl. bracauqueninos, Pliosaurus y Gallardosaurus) |
|  |                                                                                          |

|  | Simolestes vorax |
|  | |
|  | \| \| Liopleurodon ferox \| \| \| \| \| \| La politomía formada por 12 especies (incl. bracauqueninos, Pliosaurus y Gallardosaurus) \| \| \| \| |
|  | |
|  | Liopleurodon ferox |
|  | |
|  | La politomía formada por 12 especies (incl. bracauqueninos, Pliosaurus y Gallardosaurus)                                                        |
|  | |

|  | Liopleurodon ferox                                                                       |
|  |                                                                                          |
|  | La politomía formada por 12 especies (incl. bracauqueninos, Pliosaurus y Gallardosaurus) |
|  |                                                                                          |

|  | Simolestes vorax |
|  | |
|  | \| \| Liopleurodon ferox \| \| \| \| \| \| La politomía formada por 12 especies (incl. bracauqueninos, Pliosaurus y Gallardosaurus) \| \| \| \| |
|  | |
|  | Liopleurodon ferox |
|  | |
|  | La politomía formada por 12 especies (incl. bracauqueninos, Pliosaurus y Gallardosaurus)                                                        |
|  | |

|  | Liopleurodon ferox                                                                       |
|  |                                                                                          |
|  | La politomía formada por 12 especies (incl. bracauqueninos, Pliosaurus y Gallardosaurus) |
|  |                                                                                          |

|  | Simolestes vorax |
|  | |
|  | \| \| Liopleurodon ferox \| \| \| \| \| \| La politomía formada por 12 especies (incl. bracauqueninos, Pliosaurus y Gallardosaurus) \| \| \| \| |
|  | |
|  | Liopleurodon ferox |
|  | |
|  | La politomía formada por 12 especies (incl. bracauqueninos, Pliosaurus y Gallardosaurus)                                                        |
|  | |

|  | Liopleurodon ferox                                                                       |
|  |                                                                                          |
|  | La politomía formada por 12 especies (incl. bracauqueninos, Pliosaurus y Gallardosaurus) |
|  |                                                                                          |

|  | Simolestes vorax |
|  | |
|  | \| \| Liopleurodon ferox \| \| \| \| \| \| La politomía formada por 12 especies (incl. bracauqueninos, Pliosaurus y Gallardosaurus) \| \| \| \| |
|  | |
|  | Liopleurodon ferox |
|  | |
|  | La politomía formada por 12 especies (incl. bracauqueninos, Pliosaurus y Gallardosaurus)                                                        |
|  | |

|  | Liopleurodon ferox                                                                       |
|  |                                                                                          |
|  | La politomía formada por 12 especies (incl. bracauqueninos, Pliosaurus y Gallardosaurus) |
|  |                                                                                          |

|  | Simolestes vorax |
|  | |
|  | \| \| Liopleurodon ferox \| \| \| \| \| \| La politomía formada por 12 especies (incl. bracauqueninos, Pliosaurus y Gallardosaurus) \| \| \| \| |
|  | |
|  | Liopleurodon ferox |
|  | |
|  | La politomía formada por 12 especies (incl. bracauqueninos, Pliosaurus y Gallardosaurus)                                                        |
|  | |

|  | Liopleurodon ferox                                                                       |
|  |                                                                                          |
|  | La politomía formada por 12 especies (incl. bracauqueninos, Pliosaurus y Gallardosaurus) |
|  |                                                                                          |

|  | Simolestes vorax |
|  | |
|  | \| \| Liopleurodon ferox \| \| \| \| \| \| La politomía formada por 12 especies (incl. bracauqueninos, Pliosaurus y Gallardosaurus) \| \| \| \| |
|  | |
|  | Liopleurodon ferox |
|  | |
|  | La politomía formada por 12 especies (incl. bracauqueninos, Pliosaurus y Gallardosaurus)                                                        |
|  | |

|  | Liopleurodon ferox                                                                       |
|  |                                                                                          |
|  | La politomía formada por 12 especies (incl. bracauqueninos, Pliosaurus y Gallardosaurus) |
|  |                                                                                          |

|  | Simolestes vorax |
|  | |
|  | \| \| Liopleurodon ferox \| \| \| \| \| \| La politomía formada por 12 especies (incl. bracauqueninos, Pliosaurus y Gallardosaurus) \| \| \| \| |
|  | |
|  | Liopleurodon ferox |
|  | |
|  | La politomía formada por 12 especies (incl. bracauqueninos, Pliosaurus y Gallardosaurus)                                                        |
|  | |

|  | Liopleurodon ferox                                                                       |
|  |                                                                                          |
|  | La politomía formada por 12 especies (incl. bracauqueninos, Pliosaurus y Gallardosaurus) |
|  |                                                                                          |

|  | Hauffiosaurus longirostris |
|  |                            |
|  | Hauffiosaurus tomistomimus |
|  |                            |
|  | Hauffiosaurus zanoni       |
|  |                            |

|  | Simolestes vorax |
|  | |
|  | \| \| Liopleurodon ferox \| \| \| \| \| \| La politomía formada por 12 especies (incl. bracauqueninos, Pliosaurus y Gallardosaurus) \| \| \| \| |
|  | |
|  | Liopleurodon ferox |
|  | |
|  | La politomía formada por 12 especies (incl. bracauqueninos, Pliosaurus y Gallardosaurus)                                                        |
|  | |

|  | Liopleurodon ferox                                                                       |
|  |                                                                                          |
|  | La politomía formada por 12 especies (incl. bracauqueninos, Pliosaurus y Gallardosaurus) |
|  |                                                                                          |

|  | Simolestes vorax |
|  | |
|  | \| \| Liopleurodon ferox \| \| \| \| \| \| La politomía formada por 12 especies (incl. bracauqueninos, Pliosaurus y Gallardosaurus) \| \| \| \| |
|  | |
|  | Liopleurodon ferox |
|  | |
|  | La politomía formada por 12 especies (incl. bracauqueninos, Pliosaurus y Gallardosaurus)                                                        |
|  | |

|  | Liopleurodon ferox                                                                       |
|  |                                                                                          |
|  | La politomía formada por 12 especies (incl. bracauqueninos, Pliosaurus y Gallardosaurus) |
|  |                                                                                          |

|  | Simolestes vorax |
|  | |
|  | \| \| Liopleurodon ferox \| \| \| \| \| \| La politomía formada por 12 especies (incl. bracauqueninos, Pliosaurus y Gallardosaurus) \| \| \| \| |
|  | |
|  | Liopleurodon ferox |
|  | |
|  | La politomía formada por 12 especies (incl. bracauqueninos, Pliosaurus y Gallardosaurus)                                                        |
|  | |

|  | Liopleurodon ferox                                                                       |
|  |                                                                                          |
|  | La politomía formada por 12 especies (incl. bracauqueninos, Pliosaurus y Gallardosaurus) |
|  |                                                                                          |

|  | Simolestes vorax |
|  | |
|  | \| \| Liopleurodon ferox \| \| \| \| \| \| La politomía formada por 12 especies (incl. bracauqueninos, Pliosaurus y Gallardosaurus) \| \| \| \| |
|  | |
|  | Liopleurodon ferox |
|  | |
|  | La politomía formada por 12 especies (incl. bracauqueninos, Pliosaurus y Gallardosaurus)                                                        |
|  | |

|  | Liopleurodon ferox                                                                       |
|  |                                                                                          |
|  | La politomía formada por 12 especies (incl. bracauqueninos, Pliosaurus y Gallardosaurus) |
|  |                                                                                          |

|  | Simolestes vorax |
|  | |
|  | \| \| Liopleurodon ferox \| \| \| \| \| \| La politomía formada por 12 especies (incl. bracauqueninos, Pliosaurus y Gallardosaurus) \| \| \| \| |
|  | |
|  | Liopleurodon ferox |
|  | |
|  | La politomía formada por 12 especies (incl. bracauqueninos, Pliosaurus y Gallardosaurus)                                                        |
|  | |

|  | Liopleurodon ferox                                                                       |
|  |                                                                                          |
|  | La politomía formada por 12 especies (incl. bracauqueninos, Pliosaurus y Gallardosaurus) |
|  |                                                                                          |

|  | Simolestes vorax |
|  | |
|  | \| \| Liopleurodon ferox \| \| \| \| \| \| La politomía formada por 12 especies (incl. bracauqueninos, Pliosaurus y Gallardosaurus) \| \| \| \| |
|  | |
|  | Liopleurodon ferox |
|  | |
|  | La politomía formada por 12 especies (incl. bracauqueninos, Pliosaurus y Gallardosaurus)                                                        |
|  | |

|  | Liopleurodon ferox                                                                       |
|  |                                                                                          |
|  | La politomía formada por 12 especies (incl. bracauqueninos, Pliosaurus y Gallardosaurus) |
|  |                                                                                          |

|  | Simolestes vorax |
|  | |
|  | \| \| Liopleurodon ferox \| \| \| \| \| \| La politomía formada por 12 especies (incl. bracauqueninos, Pliosaurus y Gallardosaurus) \| \| \| \| |
|  | |
|  | Liopleurodon ferox |
|  | |
|  | La politomía formada por 12 especies (incl. bracauqueninos, Pliosaurus y Gallardosaurus)                                                        |
|  | |

|  | Liopleurodon ferox                                                                       |
|  |                                                                                          |
|  | La politomía formada por 12 especies (incl. bracauqueninos, Pliosaurus y Gallardosaurus) |
|  |                                                                                          |

|  | Simolestes vorax |
|  | |
|  | \| \| Liopleurodon ferox \| \| \| \| \| \| La politomía formada por 12 especies (incl. bracauqueninos, Pliosaurus y Gallardosaurus) \| \| \| \| |
|  | |
|  | Liopleurodon ferox |
|  | |
|  | La politomía formada por 12 especies (incl. bracauqueninos, Pliosaurus y Gallardosaurus)                                                        |
|  | |

|  | Liopleurodon ferox                                                                       |
|  |                                                                                          |
|  | La politomía formada por 12 especies (incl. bracauqueninos, Pliosaurus y Gallardosaurus) |
|  |                                                                                          |

|  | Simolestes vorax |
|  | |
|  | \| \| Liopleurodon ferox \| \| \| \| \| \| La politomía formada por 12 especies (incl. bracauqueninos, Pliosaurus y Gallardosaurus) \| \| \| \| |
|  | |
|  | Liopleurodon ferox |
|  | |
|  | La politomía formada por 12 especies (incl. bracauqueninos, Pliosaurus y Gallardosaurus)                                                        |
|  | |

|  | Liopleurodon ferox                                                                       |
|  |                                                                                          |
|  | La politomía formada por 12 especies (incl. bracauqueninos, Pliosaurus y Gallardosaurus) |
|  |                                                                                          |

|  | Simolestes vorax |
|  | |
|  | \| \| Liopleurodon ferox \| \| \| \| \| \| La politomía formada por 12 especies (incl. bracauqueninos, Pliosaurus y Gallardosaurus) \| \| \| \| |
|  | |
|  | Liopleurodon ferox |
|  | |
|  | La politomía formada por 12 especies (incl. bracauqueninos, Pliosaurus y Gallardosaurus)                                                        |
|  | |

|  | Liopleurodon ferox                                                                       |
|  |                                                                                          |
|  | La politomía formada por 12 especies (incl. bracauqueninos, Pliosaurus y Gallardosaurus) |
|  |                                                                                          |

|  | Simolestes vorax |
|  | |
|  | \| \| Liopleurodon ferox \| \| \| \| \| \| La politomía formada por 12 especies (incl. bracauqueninos, Pliosaurus y Gallardosaurus) \| \| \| \| |
|  | |
|  | Liopleurodon ferox |
|  | |
|  | La politomía formada por 12 especies (incl. bracauqueninos, Pliosaurus y Gallardosaurus)                                                        |
|  | |

|  | Liopleurodon ferox                                                                       |
|  |                                                                                          |
|  | La politomía formada por 12 especies (incl. bracauqueninos, Pliosaurus y Gallardosaurus) |
|  |                                                                                          |

|  | Simolestes vorax |
|  | |
|  | \| \| Liopleurodon ferox \| \| \| \| \| \| La politomía formada por 12 especies (incl. bracauqueninos, Pliosaurus y Gallardosaurus) \| \| \| \| |
|  | |
|  | Liopleurodon ferox |
|  | |
|  | La politomía formada por 12 especies (incl. bracauqueninos, Pliosaurus y Gallardosaurus)                                                        |
|  | |

|  | Liopleurodon ferox                                                                       |
|  |                                                                                          |
|  | La politomía formada por 12 especies (incl. bracauqueninos, Pliosaurus y Gallardosaurus) |
|  |                                                                                          |

|  | Simolestes vorax |
|  | |
|  | \| \| Liopleurodon ferox \| \| \| \| \| \| La politomía formada por 12 especies (incl. bracauqueninos, Pliosaurus y Gallardosaurus) \| \| \| \| |
|  | |
|  | Liopleurodon ferox |
|  | |
|  | La politomía formada por 12 especies (incl. bracauqueninos, Pliosaurus y Gallardosaurus)                                                        |
|  | |

|  | Liopleurodon ferox                                                                       |
|  |                                                                                          |
|  | La politomía formada por 12 especies (incl. bracauqueninos, Pliosaurus y Gallardosaurus) |
|  |                                                                                          |

|  | Simolestes vorax |
|  | |
|  | \| \| Liopleurodon ferox \| \| \| \| \| \| La politomía formada por 12 especies (incl. bracauqueninos, Pliosaurus y Gallardosaurus) \| \| \| \| |
|  | |
|  | Liopleurodon ferox |
|  | |
|  | La politomía formada por 12 especies (incl. bracauqueninos, Pliosaurus y Gallardosaurus)                                                        |
|  | |

|  | Liopleurodon ferox                                                                       |
|  |                                                                                          |
|  | La politomía formada por 12 especies (incl. bracauqueninos, Pliosaurus y Gallardosaurus) |
|  |                                                                                          |

|  | Simolestes vorax |
|  | |
|  | \| \| Liopleurodon ferox \| \| \| \| \| \| La politomía formada por 12 especies (incl. bracauqueninos, Pliosaurus y Gallardosaurus) \| \| \| \| |
|  | |
|  | Liopleurodon ferox |
|  | |
|  | La politomía formada por 12 especies (incl. bracauqueninos, Pliosaurus y Gallardosaurus)                                                        |
|  | |

|  | Liopleurodon ferox                                                                       |
|  |                                                                                          |
|  | La politomía formada por 12 especies (incl. bracauqueninos, Pliosaurus y Gallardosaurus) |
|  |                                                                                          |

|  | Simolestes vorax |
|  | |
|  | \| \| Liopleurodon ferox \| \| \| \| \| \| La politomía formada por 12 especies (incl. bracauqueninos, Pliosaurus y Gallardosaurus) \| \| \| \| |
|  | |
|  | Liopleurodon ferox |
|  | |
|  | La politomía formada por 12 especies (incl. bracauqueninos, Pliosaurus y Gallardosaurus)                                                        |
|  | |

|  | Liopleurodon ferox                                                                       |
|  |                                                                                          |
|  | La politomía formada por 12 especies (incl. bracauqueninos, Pliosaurus y Gallardosaurus) |
|  |                                                                                          |

|  | Hauffiosaurus longirostris |
|  |                            |
|  | Hauffiosaurus tomistomimus |
|  |                            |
|  | Hauffiosaurus zanoni       |
|  |                            |

|  | Simolestes vorax |
|  | |
|  | \| \| Liopleurodon ferox \| \| \| \| \| \| La politomía formada por 12 especies (incl. bracauqueninos, Pliosaurus y Gallardosaurus) \| \| \| \| |
|  | |
|  | Liopleurodon ferox |
|  | |
|  | La politomía formada por 12 especies (incl. bracauqueninos, Pliosaurus y Gallardosaurus)                                                        |
|  | |

|  | Liopleurodon ferox                                                                       |
|  |                                                                                          |
|  | La politomía formada por 12 especies (incl. bracauqueninos, Pliosaurus y Gallardosaurus) |
|  |                                                                                          |

|  | Simolestes vorax |
|  | |
|  | \| \| Liopleurodon ferox \| \| \| \| \| \| La politomía formada por 12 especies (incl. bracauqueninos, Pliosaurus y Gallardosaurus) \| \| \| \| |
|  | |
|  | Liopleurodon ferox |
|  | |
|  | La politomía formada por 12 especies (incl. bracauqueninos, Pliosaurus y Gallardosaurus)                                                        |
|  | |

|  | Liopleurodon ferox                                                                       |
|  |                                                                                          |
|  | La politomía formada por 12 especies (incl. bracauqueninos, Pliosaurus y Gallardosaurus) |
|  |                                                                                          |

|  | Simolestes vorax |
|  | |
|  | \| \| Liopleurodon ferox \| \| \| \| \| \| La politomía formada por 12 especies (incl. bracauqueninos, Pliosaurus y Gallardosaurus) \| \| \| \| |
|  | |
|  | Liopleurodon ferox |
|  | |
|  | La politomía formada por 12 especies (incl. bracauqueninos, Pliosaurus y Gallardosaurus)                                                        |
|  | |

|  | Liopleurodon ferox                                                                       |
|  |                                                                                          |
|  | La politomía formada por 12 especies (incl. bracauqueninos, Pliosaurus y Gallardosaurus) |
|  |                                                                                          |

|  | Simolestes vorax |
|  | |
|  | \| \| Liopleurodon ferox \| \| \| \| \| \| La politomía formada por 12 especies (incl. bracauqueninos, Pliosaurus y Gallardosaurus) \| \| \| \| |
|  | |
|  | Liopleurodon ferox |
|  | |
|  | La politomía formada por 12 especies (incl. bracauqueninos, Pliosaurus y Gallardosaurus)                                                        |
|  | |

|  | Liopleurodon ferox                                                                       |
|  |                                                                                          |
|  | La politomía formada por 12 especies (incl. bracauqueninos, Pliosaurus y Gallardosaurus) |
|  |                                                                                          |

|  | Simolestes vorax |
|  | |
|  | \| \| Liopleurodon ferox \| \| \| \| \| \| La politomía formada por 12 especies (incl. bracauqueninos, Pliosaurus y Gallardosaurus) \| \| \| \| |
|  | |
|  | Liopleurodon ferox |
|  | |
|  | La politomía formada por 12 especies (incl. bracauqueninos, Pliosaurus y Gallardosaurus)                                                        |
|  | |

|  | Liopleurodon ferox                                                                       |
|  |                                                                                          |
|  | La politomía formada por 12 especies (incl. bracauqueninos, Pliosaurus y Gallardosaurus) |
|  |                                                                                          |

|  | Simolestes vorax |
|  | |
|  | \| \| Liopleurodon ferox \| \| \| \| \| \| La politomía formada por 12 especies (incl. bracauqueninos, Pliosaurus y Gallardosaurus) \| \| \| \| |
|  | |
|  | Liopleurodon ferox |
|  | |
|  | La politomía formada por 12 especies (incl. bracauqueninos, Pliosaurus y Gallardosaurus)                                                        |
|  | |

|  | Liopleurodon ferox                                                                       |
|  |                                                                                          |
|  | La politomía formada por 12 especies (incl. bracauqueninos, Pliosaurus y Gallardosaurus) |
|  |                                                                                          |

|  | Simolestes vorax |
|  | |
|  | \| \| Liopleurodon ferox \| \| \| \| \| \| La politomía formada por 12 especies (incl. bracauqueninos, Pliosaurus y Gallardosaurus) \| \| \| \| |
|  | |
|  | Liopleurodon ferox |
|  | |
|  | La politomía formada por 12 especies (incl. bracauqueninos, Pliosaurus y Gallardosaurus)                                                        |
|  | |

|  | Liopleurodon ferox                                                                       |
|  |                                                                                          |
|  | La politomía formada por 12 especies (incl. bracauqueninos, Pliosaurus y Gallardosaurus) |
|  |                                                                                          |

|  | Simolestes vorax |
|  | |
|  | \| \| Liopleurodon ferox \| \| \| \| \| \| La politomía formada por 12 especies (incl. bracauqueninos, Pliosaurus y Gallardosaurus) \| \| \| \| |
|  | |
|  | Liopleurodon ferox |
|  | |
|  | La politomía formada por 12 especies (incl. bracauqueninos, Pliosaurus y Gallardosaurus)                                                        |
|  | |

|  | Liopleurodon ferox                                                                       |
|  |                                                                                          |
|  | La politomía formada por 12 especies (incl. bracauqueninos, Pliosaurus y Gallardosaurus) |
|  |                                                                                          |

|  | Simolestes vorax |
|  | |
|  | \| \| Liopleurodon ferox \| \| \| \| \| \| La politomía formada por 12 especies (incl. bracauqueninos, Pliosaurus y Gallardosaurus) \| \| \| \| |
|  | |
|  | Liopleurodon ferox |
|  | |
|  | La politomía formada por 12 especies (incl. bracauqueninos, Pliosaurus y Gallardosaurus)                                                        |
|  | |

|  | Liopleurodon ferox                                                                       |
|  |                                                                                          |
|  | La politomía formada por 12 especies (incl. bracauqueninos, Pliosaurus y Gallardosaurus) |
|  |                                                                                          |

|  | Simolestes vorax |
|  | |
|  | \| \| Liopleurodon ferox \| \| \| \| \| \| La politomía formada por 12 especies (incl. bracauqueninos, Pliosaurus y Gallardosaurus) \| \| \| \| |
|  | |
|  | Liopleurodon ferox |
|  | |
|  | La politomía formada por 12 especies (incl. bracauqueninos, Pliosaurus y Gallardosaurus)                                                        |
|  | |

|  | Liopleurodon ferox                                                                       |
|  |                                                                                          |
|  | La politomía formada por 12 especies (incl. bracauqueninos, Pliosaurus y Gallardosaurus) |
|  |                                                                                          |

|  | Simolestes vorax |
|  | |
|  | \| \| Liopleurodon ferox \| \| \| \| \| \| La politomía formada por 12 especies (incl. bracauqueninos, Pliosaurus y Gallardosaurus) \| \| \| \| |
|  | |
|  | Liopleurodon ferox |
|  | |
|  | La politomía formada por 12 especies (incl. bracauqueninos, Pliosaurus y Gallardosaurus)                                                        |
|  | |

|  | Liopleurodon ferox                                                                       |
|  |                                                                                          |
|  | La politomía formada por 12 especies (incl. bracauqueninos, Pliosaurus y Gallardosaurus) |
|  |                                                                                          |

|  | Simolestes vorax |
|  | |
|  | \| \| Liopleurodon ferox \| \| \| \| \| \| La politomía formada por 12 especies (incl. bracauqueninos, Pliosaurus y Gallardosaurus) \| \| \| \| |
|  | |
|  | Liopleurodon ferox |
|  | |
|  | La politomía formada por 12 especies (incl. bracauqueninos, Pliosaurus y Gallardosaurus)                                                        |
|  | |

|  | Liopleurodon ferox                                                                       |
|  |                                                                                          |
|  | La politomía formada por 12 especies (incl. bracauqueninos, Pliosaurus y Gallardosaurus) |
|  |                                                                                          |

|  | Simolestes vorax |
|  | |
|  | \| \| Liopleurodon ferox \| \| \| \| \| \| La politomía formada por 12 especies (incl. bracauqueninos, Pliosaurus y Gallardosaurus) \| \| \| \| |
|  | |
|  | Liopleurodon ferox |
|  | |
|  | La politomía formada por 12 especies (incl. bracauqueninos, Pliosaurus y Gallardosaurus)                                                        |
|  | |

|  | Liopleurodon ferox                                                                       |
|  |                                                                                          |
|  | La politomía formada por 12 especies (incl. bracauqueninos, Pliosaurus y Gallardosaurus) |
|  |                                                                                          |

|  | Simolestes vorax |
|  | |
|  | \| \| Liopleurodon ferox \| \| \| \| \| \| La politomía formada por 12 especies (incl. bracauqueninos, Pliosaurus y Gallardosaurus) \| \| \| \| |
|  | |
|  | Liopleurodon ferox |
|  | |
|  | La politomía formada por 12 especies (incl. bracauqueninos, Pliosaurus y Gallardosaurus)                                                        |
|  | |

|  | Liopleurodon ferox                                                                       |
|  |                                                                                          |
|  | La politomía formada por 12 especies (incl. bracauqueninos, Pliosaurus y Gallardosaurus) |
|  |                                                                                          |

|  | Simolestes vorax |
|  | |
|  | \| \| Liopleurodon ferox \| \| \| \| \| \| La politomía formada por 12 especies (incl. bracauqueninos, Pliosaurus y Gallardosaurus) \| \| \| \| |
|  | |
|  | Liopleurodon ferox |
|  | |
|  | La politomía formada por 12 especies (incl. bracauqueninos, Pliosaurus y Gallardosaurus)                                                        |
|  | |

|  | Liopleurodon ferox                                                                       |
|  |                                                                                          |
|  | La politomía formada por 12 especies (incl. bracauqueninos, Pliosaurus y Gallardosaurus) |
|  |                                                                                          |

|  | Simolestes vorax |
|  | |
|  | \| \| Liopleurodon ferox \| \| \| \| \| \| La politomía formada por 12 especies (incl. bracauqueninos, Pliosaurus y Gallardosaurus) \| \| \| \| |
|  | |
|  | Liopleurodon ferox |
|  | |
|  | La politomía formada por 12 especies (incl. bracauqueninos, Pliosaurus y Gallardosaurus)                                                        |
|  | |

|  | Liopleurodon ferox                                                                       |
|  |                                                                                          |
|  | La politomía formada por 12 especies (incl. bracauqueninos, Pliosaurus y Gallardosaurus) |
|  |                                                                                          |

|  | Hauffiosaurus longirostris |
|  |                            |
|  | Hauffiosaurus tomistomimus |
|  |                            |
|  | Hauffiosaurus zanoni       |
|  |                            |

|  | Simolestes vorax |
|  | |
|  | \| \| Liopleurodon ferox \| \| \| \| \| \| La politomía formada por 12 especies (incl. bracauqueninos, Pliosaurus y Gallardosaurus) \| \| \| \| |
|  | |
|  | Liopleurodon ferox |
|  | |
|  | La politomía formada por 12 especies (incl. bracauqueninos, Pliosaurus y Gallardosaurus)                                                        |
|  | |

|  | Liopleurodon ferox                                                                       |
|  |                                                                                          |
|  | La politomía formada por 12 especies (incl. bracauqueninos, Pliosaurus y Gallardosaurus) |
|  |                                                                                          |

|  | Simolestes vorax |
|  | |
|  | \| \| Liopleurodon ferox \| \| \| \| \| \| La politomía formada por 12 especies (incl. bracauqueninos, Pliosaurus y Gallardosaurus) \| \| \| \| |
|  | |
|  | Liopleurodon ferox |
|  | |
|  | La politomía formada por 12 especies (incl. bracauqueninos, Pliosaurus y Gallardosaurus)                                                        |
|  | |

|  | Liopleurodon ferox                                                                       |
|  |                                                                                          |
|  | La politomía formada por 12 especies (incl. bracauqueninos, Pliosaurus y Gallardosaurus) |
|  |                                                                                          |

|  | Simolestes vorax |
|  | |
|  | \| \| Liopleurodon ferox \| \| \| \| \| \| La politomía formada por 12 especies (incl. bracauqueninos, Pliosaurus y Gallardosaurus) \| \| \| \| |
|  | |
|  | Liopleurodon ferox |
|  | |
|  | La politomía formada por 12 especies (incl. bracauqueninos, Pliosaurus y Gallardosaurus)                                                        |
|  | |

|  | Liopleurodon ferox                                                                       |
|  |                                                                                          |
|  | La politomía formada por 12 especies (incl. bracauqueninos, Pliosaurus y Gallardosaurus) |
|  |                                                                                          |

|  | Simolestes vorax |
|  | |
|  | \| \| Liopleurodon ferox \| \| \| \| \| \| La politomía formada por 12 especies (incl. bracauqueninos, Pliosaurus y Gallardosaurus) \| \| \| \| |
|  | |
|  | Liopleurodon ferox |
|  | |
|  | La politomía formada por 12 especies (incl. bracauqueninos, Pliosaurus y Gallardosaurus)                                                        |
|  | |

|  | Liopleurodon ferox                                                                       |
|  |                                                                                          |
|  | La politomía formada por 12 especies (incl. bracauqueninos, Pliosaurus y Gallardosaurus) |
|  |                                                                                          |

|  | Simolestes vorax |
|  | |
|  | \| \| Liopleurodon ferox \| \| \| \| \| \| La politomía formada por 12 especies (incl. bracauqueninos, Pliosaurus y Gallardosaurus) \| \| \| \| |
|  | |
|  | Liopleurodon ferox |
|  | |
|  | La politomía formada por 12 especies (incl. bracauqueninos, Pliosaurus y Gallardosaurus)                                                        |
|  | |

|  | Liopleurodon ferox                                                                       |
|  |                                                                                          |
|  | La politomía formada por 12 especies (incl. bracauqueninos, Pliosaurus y Gallardosaurus) |
|  |                                                                                          |

|  | Simolestes vorax |
|  | |
|  | \| \| Liopleurodon ferox \| \| \| \| \| \| La politomía formada por 12 especies (incl. bracauqueninos, Pliosaurus y Gallardosaurus) \| \| \| \| |
|  | |
|  | Liopleurodon ferox |
|  | |
|  | La politomía formada por 12 especies (incl. bracauqueninos, Pliosaurus y Gallardosaurus)                                                        |
|  | |

|  | Liopleurodon ferox                                                                       |
|  |                                                                                          |
|  | La politomía formada por 12 especies (incl. bracauqueninos, Pliosaurus y Gallardosaurus) |
|  |                                                                                          |

|  | Simolestes vorax |
|  | |
|  | \| \| Liopleurodon ferox \| \| \| \| \| \| La politomía formada por 12 especies (incl. bracauqueninos, Pliosaurus y Gallardosaurus) \| \| \| \| |
|  | |
|  | Liopleurodon ferox |
|  | |
|  | La politomía formada por 12 especies (incl. bracauqueninos, Pliosaurus y Gallardosaurus)                                                        |
|  | |

|  | Liopleurodon ferox                                                                       |
|  |                                                                                          |
|  | La politomía formada por 12 especies (incl. bracauqueninos, Pliosaurus y Gallardosaurus) |
|  |                                                                                          |

|  | Simolestes vorax |
|  | |
|  | \| \| Liopleurodon ferox \| \| \| \| \| \| La politomía formada por 12 especies (incl. bracauqueninos, Pliosaurus y Gallardosaurus) \| \| \| \| |
|  | |
|  | Liopleurodon ferox |
|  | |
|  | La politomía formada por 12 especies (incl. bracauqueninos, Pliosaurus y Gallardosaurus)                                                        |
|  | |

|  | Liopleurodon ferox                                                                       |
|  |                                                                                          |
|  | La politomía formada por 12 especies (incl. bracauqueninos, Pliosaurus y Gallardosaurus) |
|  |                                                                                          |

|  | Simolestes vorax |
|  | |
|  | \| \| Liopleurodon ferox \| \| \| \| \| \| La politomía formada por 12 especies (incl. bracauqueninos, Pliosaurus y Gallardosaurus) \| \| \| \| |
|  | |
|  | Liopleurodon ferox |
|  | |
|  | La politomía formada por 12 especies (incl. bracauqueninos, Pliosaurus y Gallardosaurus)                                                        |
|  | |

|  | Liopleurodon ferox                                                                       |
|  |                                                                                          |
|  | La politomía formada por 12 especies (incl. bracauqueninos, Pliosaurus y Gallardosaurus) |
|  |                                                                                          |

|  | Simolestes vorax |
|  | |
|  | \| \| Liopleurodon ferox \| \| \| \| \| \| La politomía formada por 12 especies (incl. bracauqueninos, Pliosaurus y Gallardosaurus) \| \| \| \| |
|  | |
|  | Liopleurodon ferox |
|  | |
|  | La politomía formada por 12 especies (incl. bracauqueninos, Pliosaurus y Gallardosaurus)                                                        |
|  | |

|  | Liopleurodon ferox                                                                       |
|  |                                                                                          |
|  | La politomía formada por 12 especies (incl. bracauqueninos, Pliosaurus y Gallardosaurus) |
|  |                                                                                          |

|  | Simolestes vorax |
|  | |
|  | \| \| Liopleurodon ferox \| \| \| \| \| \| La politomía formada por 12 especies (incl. bracauqueninos, Pliosaurus y Gallardosaurus) \| \| \| \| |
|  | |
|  | Liopleurodon ferox |
|  | |
|  | La politomía formada por 12 especies (incl. bracauqueninos, Pliosaurus y Gallardosaurus)                                                        |
|  | |

|  | Liopleurodon ferox                                                                       |
|  |                                                                                          |
|  | La politomía formada por 12 especies (incl. bracauqueninos, Pliosaurus y Gallardosaurus) |
|  |                                                                                          |

|  | Simolestes vorax |
|  | |
|  | \| \| Liopleurodon ferox \| \| \| \| \| \| La politomía formada por 12 especies (incl. bracauqueninos, Pliosaurus y Gallardosaurus) \| \| \| \| |
|  | |
|  | Liopleurodon ferox |
|  | |
|  | La politomía formada por 12 especies (incl. bracauqueninos, Pliosaurus y Gallardosaurus)                                                        |
|  | |

|  | Liopleurodon ferox                                                                       |
|  |                                                                                          |
|  | La politomía formada por 12 especies (incl. bracauqueninos, Pliosaurus y Gallardosaurus) |
|  |                                                                                          |

|  | Simolestes vorax |
|  | |
|  | \| \| Liopleurodon ferox \| \| \| \| \| \| La politomía formada por 12 especies (incl. bracauqueninos, Pliosaurus y Gallardosaurus) \| \| \| \| |
|  | |
|  | Liopleurodon ferox |
|  | |
|  | La politomía formada por 12 especies (incl. bracauqueninos, Pliosaurus y Gallardosaurus)                                                        |
|  | |

|  | Liopleurodon ferox                                                                       |
|  |                                                                                          |
|  | La politomía formada por 12 especies (incl. bracauqueninos, Pliosaurus y Gallardosaurus) |
|  |                                                                                          |

|  | Simolestes vorax |
|  | |
|  | \| \| Liopleurodon ferox \| \| \| \| \| \| La politomía formada por 12 especies (incl. bracauqueninos, Pliosaurus y Gallardosaurus) \| \| \| \| |
|  | |
|  | Liopleurodon ferox |
|  | |
|  | La politomía formada por 12 especies (incl. bracauqueninos, Pliosaurus y Gallardosaurus)                                                        |
|  | |

|  | Liopleurodon ferox                                                                       |
|  |                                                                                          |
|  | La politomía formada por 12 especies (incl. bracauqueninos, Pliosaurus y Gallardosaurus) |
|  |                                                                                          |

|  | Simolestes vorax |
|  | |
|  | \| \| Liopleurodon ferox \| \| \| \| \| \| La politomía formada por 12 especies (incl. bracauqueninos, Pliosaurus y Gallardosaurus) \| \| \| \| |
|  | |
|  | Liopleurodon ferox |
|  | |
|  | La politomía formada por 12 especies (incl. bracauqueninos, Pliosaurus y Gallardosaurus)                                                        |
|  | |

|  | Liopleurodon ferox                                                                       |
|  |                                                                                          |
|  | La politomía formada por 12 especies (incl. bracauqueninos, Pliosaurus y Gallardosaurus) |
|  |                                                                                          |

|  | Simolestes vorax |
|  | |
|  | \| \| Liopleurodon ferox \| \| \| \| \| \| La politomía formada por 12 especies (incl. bracauqueninos, Pliosaurus y Gallardosaurus) \| \| \| \| |
|  | |
|  | Liopleurodon ferox |
|  | |
|  | La politomía formada por 12 especies (incl. bracauqueninos, Pliosaurus y Gallardosaurus)                                                        |
|  | |

|  | Liopleurodon ferox                                                                       |
|  |                                                                                          |
|  | La politomía formada por 12 especies (incl. bracauqueninos, Pliosaurus y Gallardosaurus) |
|  |                                                                                          |